# Ludwig Boltzmann Gesellschaft
Die Ludwig Boltzmann Gesellschaft (LBG), benannt nach dem österreichischen Physiker Ludwig Boltzmann, ist eine österreichische Trägerorganisation für außeruniversitäre Forschung im Bereich Medizin, Geistes-, Sozial- und Kulturwissenschaften. Die Gesellschaft betreibt Ludwig Boltzmann Institute und Ludwig Boltzmann Forschungsgruppen.

## Geschichte
Die Ludwig Boltzmann Gesellschaft wurde am 23. September 1960 gegründet. Der Gründungsgedanke der LBG war es, Forschungsinstitute für jene hoch spezialisierten Fachbereiche zu gründen, die vom etablierten Wissenschaftssystem der Nachkriegszeit zu wenig beachtet wurden. Das erste Ludwig Boltzmann Institut (LBI) widmete sich ab 1965 der Festkörperphysik. Geschäftsführer war fast vier Jahrzehnte lang Magistratsdirektor Josef Bandion († 2005). Einer der ersten Institutsleiter war Heinrich Gross, im Zweiten Weltkrieg Stationsleiter der „Reichsausschuß-Abteilung“ an der Wiener „Euthanasie“-Klinik Am Spiegelgrund. Er leitete ab  1968 ein Institut zur Erforschung der Missbildungen des Nervensystems. Für seine wissenschaftlichen Arbeiten nutzte er auch die aus der NS-Zeit aufbewahrten Gehirnpräparate, die getöteten Kindern entnommen worden waren. 1989 gab er unter Druck des Wissenschaftsministeriums die Leitungsfunktion ab.
Die Zahl der Ludwig Boltzmann-Institute wuchs bis 1999 auf 131 Institute und sogenannte Forschungsstellen; so erhielten beispielsweise Primarien ein LBI an Krankenhäusern, um auch Forschung betreiben zu können. Allerdings gab es früher weder strukturelle Vorgaben, noch Geld für Infrastruktur oder Projekte. Es entstand eine gewisse „Türschildindustrie“, die zu Ambivalenzen innerhalb der LBG führte.
Um dem historisch bedingten „Wildwuchs“ ein Ende zu bereiten und moderne Strukturen zu schaffen, begann 2002 ein Strategieprozess zum Relaunch der LBG. Unter Beiziehung eines Sounding Boards wurden Richtlinien für Institutsgründungen erarbeitet. Es wurden Evaluierungsmaßnahmen und regelmäßige Qualitätskontrollen eingeführt, die internationalen Standards entsprechen und von internationalen Forschern der jeweiligen Bereiche für alle Forschungseinheiten durchgeführt werden.
Auf dieser Basis erfolgte 2004 die erste Ausschreibung für Ludwig Boltzmann Institute neuen Stils und die Gründung der gemeinnützigen Ludwig Boltzmann Gesellschaft GmbH als 100-prozentige Tochter der LBG und Trägerorganisation für die neuen Institute. Ein Kennzeichnen der neuen Forschungseinheiten ist ihre befristete Laufzeit.
Infolge einer Evaluierung der bestehenden Institute wurden bis 2006 ein Großteil der alten Institute geschlossen. Einige wurden zu thematischen Clustern zusammengeführt und manche in Adaptierung an die neuen Richtlinien weitergeführt. Ein besonderes Merkmal von Ludwig Boltzmann Instituten ist die Kooperation mit institutionellen Partnerorganisationen.
2014 startete die LBG ihre Open Innovation in Science Initiative (OIS Initiative) mit zwei Pilotprojekten. 2016 gründete sie das LBG OIS Center (Open Innovation in Science Center), um das Thema in Österreich dauerhaft zu verankern. 2016 wurde auch das LBG Career Center eingerichtet, um die Karriereentwicklung von Pre- und Postdocs innerhalb und außerhalb der Forschung zu unterstützen. 2017 wurden erstmals Ludwig Boltzmann Forschungsgruppen gegründet.

## Organisation
Ab dem 5. September 2012 war der ehemalige Vizekanzler und Finanzminister Josef Pröll (ÖVP) LBG-Präsident. Sein Vorgänger war der frühere Raiffeisen-Generalanwalt Christian Konrad. 2020 wurde Freyja-Maria Smolle-Jüttner als Nachfolgerin von Josef Pröll zur Präsidentin gewählt.
Heute bestehen die folgenden Einrichtungen:

### Ludwig Boltzmann Institute und Forschungsgruppen
- LBI Applied Diagnostics[web 1]
- LBI Archäologische Prospektion und Virtuelle Archäologie[web 2]
- LBI für Arthritis und Rehabilitation
- LBI for Digital Health and Prevention[9]
- LBI for Digital Health and Patient Safety[10]
- LBI Digital History[11]
- LBI Experimentelle und Klinische Traumatologie[web 3]
- LBI Hämatologie und Onkologie[12]
- LBI Kardiovaskuläre Forschung[13]
- LBI für Kriegsfolgenforschung[14]
- LBI Lungengesundheit[web 4]
- LBI Grund- und Menschenrechte[web 5]
- LBI Neulateinische Studien[web 6]
- LBI Osteologie[web 7]
- LBI Rare and Undiagnosed Diseases[web 8]
- LBI Rehabilitation Research[15]
- Forschungsgruppe „D.O.T. – Die offene Tür“[16]
- Forschungsgruppe „SHoW – Senescence and Healing of Wounds“[17]
- Forschungsgruppe „Village – How to raise the village to raise the child“[18]

### Ehemalige Institute
(Quelle: )
- LBI für Geschichte der Arbeiterbewegung: 1968 von Karl R. Stadler gegründet, ab 1995 LBI für Gesellschafts- und Kulturgeschichte
- LBI für sozialwissenschaftliche Regionalforschung: ab 2005 Teil des Vorarlberger Landesarchivs, zum 1. Mai 2019 geschlossen[20]
- LBI Lungengefäßforschung[web 9]: gegründet 2010, ab 2024 Teil des Lung Research Cluster der Medizinische Universität Graz[21]